# Ludwig Friedrich Wilhelm Duncker
Ludwig Friedrich Wilhelm Duncker (* 6. Januar 1804 in Rinteln; † 2. August 1847 in Göttingen) war ein deutscher Jurist und Professor.

## Leben
Ludwig Friedrich Wilhelm Duncker war der Sohn von Paul Heinrich Ludwig Duncker (* 1754; † 1830), der als Professor in Rinteln und später als praktischer Arzt tätig war.
Er besuchte das Gymnasium in Rinteln und begann zu Ostern 1824 sein Rechtsstudium in Marburg aufzunehmen, dieses setzte er später in Göttingen fort, dort hörte er in Vorlesungen bei Karl Friedrich Eichhorn. Nachdem er in Göttingen promovierte und habilitierte, wurde er am 6. September 1828 zum Dr. jur. ernannt. 1829 zog sich Karl Friedrich Eichhorn zurück und Ludwig Friedrich Wilhelm Duncker wurde Privatdozent und hielt Vorlesungen zum deutschen Privatrecht. Als Wilhelm Eduard Albrecht der Nachfolger Eichhorns wurde, bat Ludwig Friedrich Wilhelm Duncker um die Versetzung auf den vakant gewordenen Dienstposten des Aktuarius der Universität.
1833 ging er als Syndikus, Sekretär und Aktuar der juristischen Fakultät der Universität nach Marburg und Ostern 1834 erhielt er die Erlaubnis Vorlesungen abzuhalten und trug zum deutschen Privatrecht, Kirchenrecht und Zivilprozess vor. Am 3. November 1837 wurde sein Gesuch um Ernennung zum Professor für Kirchenrecht, Zivilprozess und juristisches Praktikum durch das Ministerium abgelehnt.
Neben seiner Lehrtätigkeit war er auch schriftstellerisch tätig und verschiedene seiner Veröffentlichungen führten dazu, dass ihm am 22. September 1841 zu seiner Stellung als Syndikus eine außerordentliche Professur angeboten wurde. Am 5. November 1842 bat er um die Entlassung aus dem Staatsdienst zum 31. März 1843. Er erhielt als Nachfolger von Johann Heinrich Thöl, der nach Rostock ging, eine ordentliche Professur in Göttingen. Hier trug er deutsches Recht und Lehnsrecht vor, dieses trug er auf Wunsch der nassauischen Regierung mit besonderer Rücksicht auf das nassauische Recht vor. Seine letzte Abhandlung Kann eine Reallast im heutigen Rechte durch Vertrag neu begründet werden? erschien in der "Zeitschrift für deutsches Recht" XI.3. kurz nach seinem Tod.

## Werke (Auswahl)
- Die Lehre von den Reallasten in ihren Grundzügen dargestellt. Marburg, 1837. (books.google.de)
- Über die Gültigkeit eines gegen die Gesetze eines fremden Staates abgeschlossenen Assecuranzvertrags. In: Archiv für civilistische Praxis. XXI, 8, 1838.
- Geht der vom Erblasser ausgeübte Besitz durch die Erbschaftsantretung auf den Erben über? In: Zeitschrift für Civilrecht und Prozess. XII, 3, 1839.
- Über dominium utile. In: Zeitschrift für deutsches Recht. II, 1, 1840.
- Über Quasibesitz. In: Zeitschrift für deutsches Recht. II, 2, 1840.
- Das Gesammteigenthum. Marburg 1843.